# Estación de autobuses de Santiago de Compostela
La estación de autobuses de Santiago de Compostela es la principal estación de autobuses de la ciudad de Santiago de Compostela y su área metropolitana.

## Situación
La estación se encuentra en la zona norte de la ciudad, a 1,7 km de la Catedral de Santiago de Compostela, en la plaza Camilo Díaz Baliño, cerca de la zona administrativa de San Caetano (Junta de Galicia).

## Historia
Inaugurada en el mes de agosto del año 1971, la estación de autobuses de Santiago de Compostela es en la actualidad una de las principales vías de entrada de turistas, trabajadores y demás visitantes de la ciudad.
Durante más de 30 años fue gestionada por el Ayuntamiento de Santiago que llevó a cabo una serie de reformas para adecuar la estación a los cambios producidos en el sector del transporte de viajeros para conseguir una estación funcional.
En abril de 2005 el Ayuntamiento de Santiago de Compostela cedió la gestión de la estación de autobuses a la empresa municipal TUSSA. Una empresa que fue creada en el año 1999 para la gestión del transporte de la ciudad y tenía, entre sus objetivos, gestionar esta importante instalación para la movilidad de la ciudad.
Desde el 2005 hasta hoy TUSSA se marcó como objetivo mejorar la eficiencia y la funcionalidad de la estación, llevando a cabo una serie de reformas que permitan al usuario encontrarse más cómodo en la instalación. Se procedió al pintado de las zonas más dañadas, se colocaron bolardos para mayor seguridad en las plataformas, se trató, con un producto químico especial, el suelo de los andenes para evitar caídas, se colocaron pantallas informativas de salidas a lo largo de la estación para tener informados a los usuarios, así como un sistema de megafonía automático que informa de las salidas, se repararon los baños, se cambió la facturación para un nuevo local mucho más funcional y que permite un servicio mucho más ágil.

## Servicios
Los servicios que ofrece la estación de autobuses son los siguientes:
Quiosco
Pastelería
Red wifi gratuita para todos los usuarios de la estación
Servicio de información al usuario. En la planta principal. Horario de atención al público: de 6:00 a 22:00 horas
Servicio de consignas para bultos y bicicletas. En la planta principal. Horario: de 6:00 a 21:30 horas. Más información en documentos relacionados
Servicio de paquetería/facturación. Zona de andenes. Horario: de 9:00 a 13:30 y de 16:00 a 19:00 horas.

## Conexiones

### Autobús urbano
Diversas líneas de autobús urbano conectan la estación con la ciudad:
- Línea 5: Vite / Estación de autobuses / Praza Roxa / Conxo / A Rocha
- Línea C2: Estación de autobuses / Fontiñas / Hospitais / Vite / Est. de autobuses
- Línea C4: Estación de autobuses / Vite / Hospitais / Fontiñas / Est. de autobuses
- Línea P1: Estación de autobuses / Figueiras / Folgoso

### Taxi
En la salida de la estación se ubica una parada de taxis.Los precios varían en función del punto de destino de la ciudad.

### Carretera
A través del periférico de la ciudad (SC-20) se debe tomar la salida de Avenida de Lugo y al final en la rotonda tomar dirección Centro Ciudad. En la siguiente rotonda, se debe girar a la izquierda y a unos 200 metros se ubica la estación.
A través de la Autopista del Atlántico (AP-9) se debe tomar la salida Santiago Norte y luego dirección Centro Ciudad. Se llega a la rotonda de San Caetano y se debe ir hacia el centro de la ciudad. En la siguiente rotonda, se debe tomar la salida a la izquierda y a unos 200 metros se ubica la estación

### Aeropuerto
La empresa Freire ofrece un servicio regular de conexión con el aeropuerto de Santiago de Compostela de lunes a domingo. 